# Marcus Plautius Silvanus
Marcus Plautius Silvanus (né vers 35 av. J.-C., fl. 2 av. J.-C.-9/11, et mort après 9 ap. J.-C./11 ap. J.-C.) est un commandant militaire et homme politique de l'Empire romain, d'une aristocratique famille d'origine étrusque proche de la famille impériale des Julio-Claudiens.

## Biographie

### Famille
Marcus Plautius Silvanus, de la gens des Plautii, est un sénateur romain. Il est le fils de Marcus Plautius Silvanus et d'une certaine Urgulania qui bénéficie de l'amitié de Livie, la femme de l'empereur Auguste, ce qui favorise sa carrière politique, et le petit-fils paternel d'Antonius Plautius, préteur en 51 av. J.-C..
Il épouse une certaine Lartia, fille de Gnaeus Lartius, d'origine étrusque comme lui, avec qui il a quatre enfants, connus par les inscriptions du tombeau familial :
- Marcus Plautius Silvanus, né vers -7, qui fut préteur en 24
- Aulus Plautius Urgulanius, né vers -6/-3, mort à l'âge de neuf ans[2].
- Publius Plautius Pulcher, né vers -2, compagnon de son neveu Claudius Drusus. Questeur sous Tibère,  augure; préteur chargé de la gestion du trésor public (praetor aerarium) ; proconsul de Sicile[3]
- Plautia Urgulanilla, né vers -2, dernière née, épouse de Claude, dont elle a deux enfants[4].

### Carrière
Marcus Plautius Silvanus est nommé consul en 2 av. J.-C. en même temps que l'empereur Auguste, un honneur prestigieux. Il gouverne comme proconsul, l'Asie en 4 ou autour de 6/7.
Devenu légat de la Galatie et de la Pamphylie en 5-6, il réprime une révolte en Isaurie. Plus tard, en 7, il commande les renforts (deux légions: la legio IIII Scythica et la legio V Macedonica) contre les rebelles de Pannonie. Il réussit à unir ses forces au légat de Mésie, Aulus Caecina Severus, mais attaqués par surprise par les rebelles alors qu'ils sont en marche le long du fleuve Save, à l'ouest de Sirmium, ils sauvent habilement l'armée, réussissant ainsi à rejoindre le quartier général de Tibère, à Sisak, où se rassemble désormais une armée composée de dix légions.

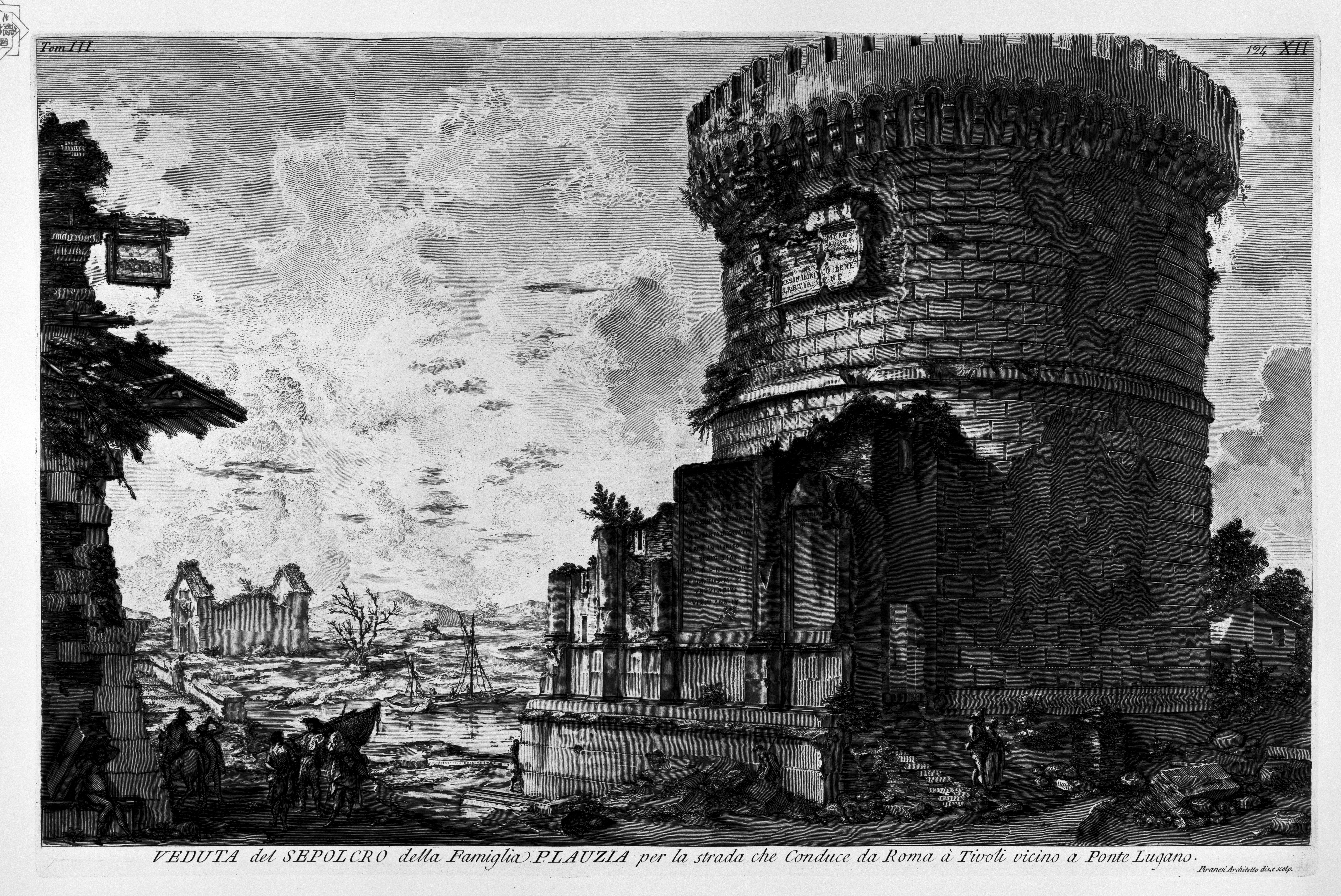
Mausolée de Pont Lucano, gravure de Piranèse, 1756

Les deux années suivantes conduisent à l'entière soumission de l'Illyrie qui devient les nouvelles provinces de Pannonie et Dalmatie. Pour ces succès, Marcus Silvanus reçoit les ornements triomphaux en l'an 10.
Il fut aussi Légat d'Auguste propréteur de Syrie autour de 9/11.
Il se fit construire un mausolée à Pont Lucano près de Tivoli pour lui-même et sa famille, où une inscription retrace les plus importants titres de sa carrière : consul, membre du collège des prêtres épulons et ornements triomphaux,.